# Ruido marrón

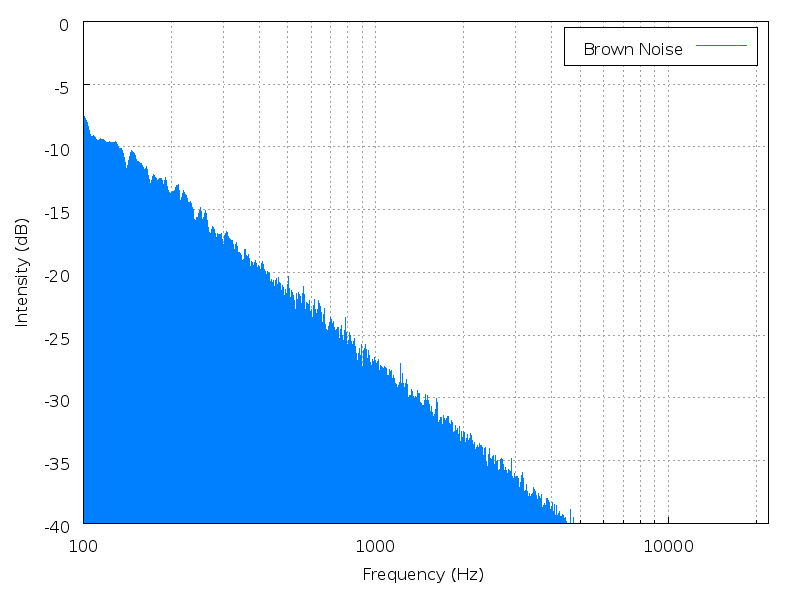
Ruido Marrón.

El ruido marrón es un tipo de ruido. Es conocido también como ruido rojo, o ruido browniano en honor a Robert Brown, el descubridor del movimiento browniano. El nombre ruido marrón viene de la traducción del apellido Brown, que en inglés significa marrón. El ruido marrón está compuesto principalmente por frecuencias graves y medias.
El espectro de potencia del ruido marrón es
{\displaystyle S(\omega )={\frac {S_{0}}{\omega ^{2}}}}.
En el análisis de trayectorias brownianas individuales se observa que el espectro de potencia es {\displaystyle S(\omega )={S_{0}}/{\omega ^{2}}}, pero en este caso la amplitud {\displaystyle S_{0}} es una variable aleatoria con fluctuaciones de trayectoria a trayectoria.